# Tiemeyer House

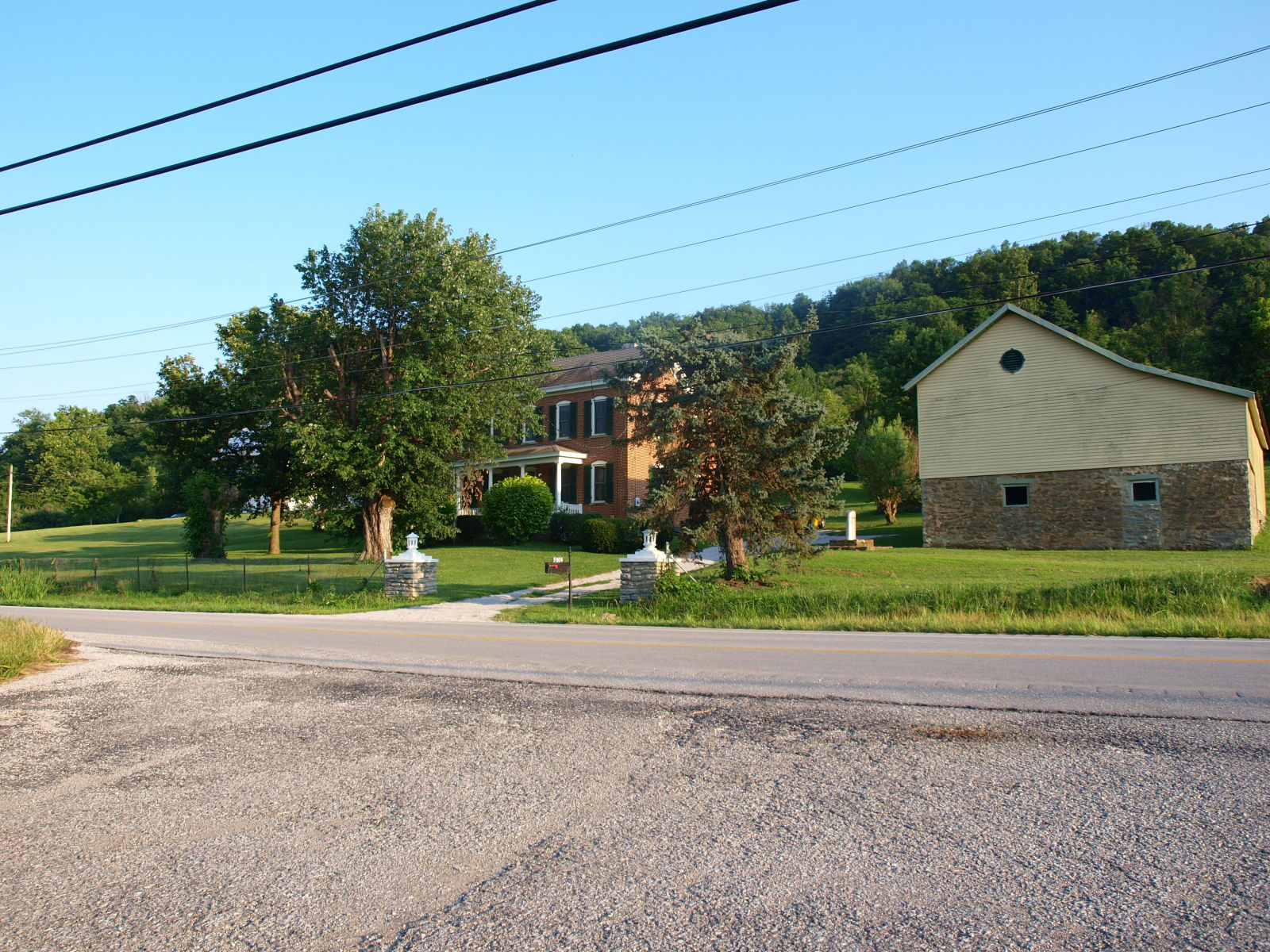
Tiemeyer House (fotografiert 2010)

Tiemeyer House ist ein vom NRHP aufgenommenes historisches Haus in Melbourne, im Campbell County, im US-Bundesstaat Kentucky, in den Vereinigten Staaten. Es liegt an der Kentucky Route 8 innerhalb der Four Mile Creek Area. Das 1906 errichtete Einfamilienhaus, bestehend aus drei Gebäuden, stammt aus der deutschen Besiedlungszeit dieser Gegend und befindet sich heute in Privatbesitz. Es ist jedoch der Öffentlichkeit zugänglich.
Die Mauern des Tiemeyer House sind aus Backstein, das Dach ist aus Asbestteilen gefertigt. Es wurde am 9. März 1983 vom National Register of Historical Places mit der Nummer 83002619 aufgenommen.